# PEN/Hemingway Award
PEN/Hemingway Award – amerykańska nagroda literacka przyznawana od 1976 roku za prozatorski debiut literacki.
Nagroda została zainicjowana przez Mary Hemingway, członkinię PEN Clubu, by uczcić męża Ernesta Hemingwaya, a także by wyróżnić znaczące debiuty literackie. Nagroda jest sfinansowana przez rodzinę Hemingwayów, Hemingway Foundation & Society oraz PEN America, przy wsparciu Mary i Kurta Cerulli. Zwycięzcę – autora debiutanckiej powieści lub zbioru opowiadań opublikowanych w Stanach Zjednoczonych – wybiera jury składające się z trzech literatów.

## Laureaci
| Data | Autor                  | Tytuł                                        | Tłumaczenie                         | Źródło |
| 1976 | Loyd Little            | Parthian Shot                                |                                     |        |
| 1977 | Renata Adler           | Speedboat                                    |                                     |        |
| 1978 | Darcy O'Brien          | A Way of Life, Like Any Other                |                                     |        |
| 1979 | Reuben Bercovitch      | Hasen                                        |                                     |        |
| 1980 | Alan Saperstein        | Mom Kills Kids and Self                      |                                     |        |
| 1981 | Joan Silber            | Household Words                              |                                     |        |
| 1982 | Marilynne Robinson     | Housekeeping                                 | Dom nad jeziorem smutku             |        |
| 1983 | Bobbie Ann Mason       | Shiloh and Other Stories                     |                                     |        |
| 1984 | Joan Chase             | During the Reign of the Queen of Persia      |                                     |        |
| 1985 | Josephine Humphreys    | Dreams of Sleep                              |                                     |        |
| 1986 | Alan V. Hewat          | Lady's Time                                  |                                     |        |
| 1987 | Mary Ward Brown        | Tongues of Flame                             |                                     |        |
| 1988 | Lawrence Thornton      | Imagining Argentina                          | Sny Carlosa Ruedy                   |        |
| 1989 | Jane Hamilton          | The Book of Ruth                             |                                     |        |
| 1990 | Mark Richard           | The Ice at the Bottom of the World           |                                     |        |
| 1991 | Bernard Cooper         | Maps to Anywhere                             |                                     |        |
| 1992 | Louis Begley           | Wartime Lies                                 | Wojenne kłamstwa                    |        |
| 1993 | Edward P. Jones        | Lost in the City                             |                                     |        |
| 1994 | Dagoberto Gilb         | The Magic of Blood                           |                                     |        |
| 1995 | Susan Power            | The Grass Dancer                             |                                     |        |
| 1996 | Chang-Rae Lee          | Native Speaker                               |                                     |        |
| 1997 | Ha Jin                 | Ocean of Words                               |                                     |        |
| 1998 | Charlotte Bacon        | A Private State                              |                                     |        |
| 1999 | Rosina Lippi           | Homestead                                    |                                     |        |
| 2000 | Jhumpa Lahiri          | Interpreter of Maladies                      | Tłumacz chorób                      |        |
| 2001 | Akhil Sharma           | An Obedient Father                           |                                     |        |
| 2002 | Justin Cronin          | Mary and O'Neil                              |                                     |        |
| 2003 | Gabriel Brownstein     | The Curious Case of Benjamin Button, Apt. 3W |                                     |        |
| 2004 | Jennifer Haigh         | Mrs. Kimble                                  | Pani Kimble                         |        |
| 2005 | Chris Abani            | GraceLand                                    |                                     |        |
| 2006 | Yiyun Li               | A Thousand Years of Good Prayers             | Tysiąc lat dobrych modlitw          |        |
| 2007 | Ben Fountain           | Brief Encounters With Che Guevara            |                                     |        |
| 2008 | Joshua Ferris          | Then We Came to the End                      | I tak doczekaliśmy końca            |        |
| 2009 | Michael Dahlie         | A Gentleman's Guide to Graceful Living       |                                     |        |
| 2010 | Brigid Pasulka         | A Long, Long Time Ago and Essentially True   | Dawno, dawno temu i prawie naprawdę |        |
| 2011 | Brando Skyhorse        | The Madonnas of Echo Park                    |                                     |        |
| 2012 | Teju Cole              | Open City                                    |                                     |        |
| 2013 | Kevin Powers           | The Yellow Birds                             | Żółte ptaki                         |        |
| 2014 | NoViolet Bulawayo      | We Need New Names                            |                                     |        |
| 2015 | Arna Bontemps Hemenway | Elegy on Kinderklavier                       |                                     |        |
| 2016 | Ottessa Moshfegh       | Eileen                                       | Byłam Eileen                        |        |
| 2017 | Yaa Gyasi              | Homegoing                                    | Droga do domu                       |        |
| 2018 | Weike Wang             | Chemistry                                    |                                     |        |
| 2019 | Tommy Orange           | There There                                  | Nigdzie indziej                     |        |
| 2020 | Ruchika Tomar          | A Prayer for Travelers                       |                                     |        |
| 2021 | Kawai Strong Washburn  | Sharks in the Time of Saviors                |                                     | [ 3 ]  |
| 2022 | Torrey Peters          | Detransition, Baby: A Novel                  | Trans i pół, bejbi                  | [ 4 ]  |